# Mino Vergnaghi
Mino Vergnaghi (Trivero, 10 aprile 1955) è un cantante e compositore italiano.

## Biografia
Inizia a cantare giovanissimo in vari complessi tra cui i New Blues (che incisero alcuni 45 giri per la Arlecchino), fino a raggiungere una certa notorietà con i gruppi Il segno dello zodiaco e Bora Bora. Prodotto da Iva Zanicchi, dopo aver cominciato a farsi conoscere come solista con il brano Parigi addio, viene ammesso al Festival di Sanremo 1979, che vince con il brano Amare.
Ma poco dopo la sua casa discografica (la Ri-Fi) chiude, Vergnaghi abbandona la carriera da interprete e si trasferisce in Inghilterra.
Nel 1997 è stato ospite della quarta puntata della trasmissione televisiva Anima mia, (condotta su Rai 2 da Fabio Fazio e Claudio Baglioni), in cui ha ricordato la sua vittoria a Sanremo.
Successivamente ha lavorato come corista ed ha contribuito a molti album di artisti famosi.

### La collaborazione con Zucchero
Nel 1989 scrive con Zucchero Fornaciari e Matteo Saggese la musica di Diamante, pezzo di successo dello stesso Zucchero contenuto nell'album Oro, incenso e birra. Dal 1992 in poi torna a collaborare con Zucchero, partecipando come corista nei tour e scrivendo il testo della versione inglese di Va pensiero.
Nel 2001 firma assieme a Matteo Saggese la musica di Di sole e d'azzurro, testo di Zucchero, cantata da Giorgia, secondo classificato al Festival di Sanremo 2001. Nel 2002 scrive con Saggese la musica di Succhiando l'uva, testo di Zucchero, interpretata da Mina. Nel 2004 è corista nel prestigioso concerto tenuto da Zucchero alla Royal Albert Hall di Londra per la presentazione dell'album di duetti Zu & Co..
Nel 2008 torna a scrivere per Giorgia questa volta il testo di Via col vento, contenuto nella raccolta Spirito libero - Viaggi di voce 1992-2008.

## Discografia

### 33 giri
- 1979 - Mino Vergnaghi (Ri-Fi, RDZ-ST 14308)
  - (Tracce: Vecchio piano - Questa corsa - Un mondo senza età - Grida - Sto molto bene così - Farfalla blu - Ma tu ci credi tu - Tu non sei - Al galoppo - Amare - Parigi addio)

### CD
- 2011 - Best of Mino Vergnaghi
  - 01 - Grida
  - 02 - Parigi addio
  - 03 - Al galoppo
  - 04 - Amare
  - 05 - Esta carrera (QUESTA CORSA)
  - 06 - Estaba muy bien asi (STO MOLTO BENE COSÌ)
  - 07 - Farfalla blu
  - 08 - Ma tu ci credi tu
  - 09 - Mariposa azul (FARFALLA BLU)
  - 10 - No eres tu (TU NON SEI)
  - 11 - Questa corsa
  - 12 - Sto molto bene così
  - 13 - Tu non sei
  - 14 - Tu nunca lo creeras (MA TU CI CREDI TU)
  - 15 - Un mondo senza età
  - 16 - Un mondo sin edad (UN MONDO SENZA ETÀ)
  - 17 - Vecchio piano
  - 18 - Viejo piano (VECCHIO PIANO)
  - 19 - Io ti perdono
  - 20 - P.S. … “Problemi”

### 45 giri
- 1978 - Parigi addio/Farfalla blu (Ri-Fi, RFN-NP 16741)
- 1979 - Amare/Grida (Ri-Fi, RFN-NP 16772)
- 1979 - Tu non sei/Vecchio piano (Ri-Fi,  RFN-NP 16782)
- 1980 - Io ti perdono/P. S. ..."Problemi" (Ri-Fi,  RFN-NP 16810)